# Diego de Avendaño
Diego de Avendaño S.J. (Segovia, 1594-1688), fue un teólogo, jurista y filósofo hispano-peruano. Su magnum opus, el Thesaurus Indicus, es una obra monumental que refleja las ideas jurídicas, filosóficas y religiosas imperantes en la sociedad colonial hispanoamericana del siglo XVII.

## Biografía
Diego de Avendaño nació en Segovia en 1594. Muy pronto emigró a Sudamérica, donde fue educado con los jesuitas, con quienes permaneció por el resto de su vida. Siendo un hombre de personalidad ambigua, las investigaciones que sobre él se han realizado han permanecido obscuras. Varios de sus biógrafos lo consideraron un hombre muy piadoso. Su ambigüedad se manifestaba sobre todo en algunas contradicciones a lo largo de su obra, donde se aprecia, por una parte que se esforzaba en defender a los indígenas, y que por otra imponía sobre ellos abusos propios del colonialismo. Puede decirse lo mismo respecto a su actitud en torno a la esclavitud de africanos: por una parte, consideraba a la trata de esclavos ilícita, por otra parte recurría a argumentos relativamente comunes en su época, para salvaguardar la institución de la esclavitud.
Desarrolló una vasta obra que trata sobre diversos temas, especializándose en la teología, jurisprudencia, sistemas políticos convenientes y sobre la Historia de Europa y las Indias. Avendaño fue bien conocido por su intenso sentimiento españolista, el cual no dejó de reflejarse en toda su obra. A pesar de que nunca regresó a su tierra natal, los puntos de vista expuestos en su obra elaboran una visión privilegiada de su país de procedencia. 
No obstante, el largo tiempo que pasó en su tierra adoptiva le permitió desarrollar un sentimiento de gran relación con Perú. Así, su obra está moldeada como un esfuerzo por atender la manera en que deberían llevarse los asuntos políticos de su nueva tierra. Lo mismo puede decirse de su afinidad con los jesuitas, la orden a la que permaneció fiel por el resto de su vida. Fue profesor de Teología y Rector del Colegio Máximo de San Pablo de Lima, inspirador de los Seminarios de problemas de Moral Práctica, y que continuaron ininterrumpidamente durante doscientos años en este Colegio de jesuitas de Lima.

## Pensamiento
Su obra Thesaurus Indicus es un extenso tratado que presenta, entre otros temas, el debate existente entre las corrientes cesaristas y teocráticas a las cuales Avendaño se tuvo que enfrentar. Partiendo en su mayor parte desde una perspectiva probabilista, concede el beneficio de la probabilidad a las posiciones que van en contra de las suyas. En este sentido, a juicio del estudioso Gabriel Andrade Campo Redondo, nunca desecha por completo una gama de posiciones que, sin embargo, él mismo no acepta.
Hasta la década de los noventa, la obra de Avendaño era virtualmente desconocida, pues estando escrita en latín, pocos autores contemporáneos se habían interesado por ella. El académico hispano-venezolano Ángel Muñoz García rescató ediciones originales del Thesaurus Indicus ha publicado ya cinco volúmenes de la obra (Pamplona, Ediciones Universidad de Navarra, 2001-2010).

## Críticas
Diego de Avendaño es un autor que destaca por la ambigüedad de sus posturas. Así, Avendaño puede llegar a justificar la esclavitud y ciertas tendencias despóticas en contra de los indígenas. Pensamiento este muy de la época y, aunque muestra su incomodidad con muchas instituciones coloniales, sigue siendo un hombre de su siglo.

## Obras
- Actuarium Indicum, Amberes, 1675-1686.
- Amphitheatrum misericordiae, Lyon, 1656.
- Cartas annuas de la Provincia del Perú de la Compañía de Jesús de los años 1663 a 1665 al R. P. General de la misma Compañía (manuscrito, perdido).
- Cursus consummatus, Amberes, 1686.
- Epithalamium Christi et Sacrae Sponsae, Lyon, 1653.
- Expositio Psalmi LXVIII, Lyon, 1666.
- Mysterium fidei in ipsius Sacro et Canonico Canone celebratum, 1681 (manuscrito).
- Problemata theologica, Amberes, 1678.
- Relación de la Congregación Provincial (del Perú), 1674, (manuscrito, perdido).
- Thesaurus Indicus, Amberes, 1668-1686; Thesaurus Indicus (Vol. I, Tít. I-III), ed. A. Muñoz García, Eunsa, Pamplona, 2001; Oidores y Oficiales de Hacienda (Vol. I, Tít. IV y V), ed. A. Muñoz García, Eunsa, Pamplona, 2003; Corregidores, Encomenderos, Cabildos y Mercaderes (Thesaurus Indicus, vol. I, Tít. VI-IX), ed. A. Muñoz García, Eunsa, Pamplona, 2007; Mineros de Indias y Protectores de indios (Thesaurus Indicus, vol. I, Tít. X-XI y Complementos), ed. A. Muñoz García, Eunsa, Pamplona,2009;  Privilegios de los indios (Thesaurus Indicus, vol. II, Tít. XII, caps. I-X), ed. A. Muñoz García, Eunsa, Pamplona, Eunsa, Pamplona, 2010; Clero indígena y obispos de Indias (vol. II, tít. XII, caps. XI-XXI y tít. XIII), ed. A. Muñoz García, Eunsa, Pamplona, 2012; Los Párrocos de indios (vol. II, títs. XIV-XVII), ed. A. Muñoz García, Univ. Ruiz de Montoya - Biblioteca Nacional del Perú, 2015; ¨Cabildos Catedralicios¨, (vol. II, títs XVIII-XIX), ed. A. Muñoz García, Tantin ediciones, Santander, 2020.